# 普拉茨維爾 (阿肯色州)
普拉茨維爾（英語：Prattsville）是一個位於美國阿肯色州格蘭特縣的城市。

## 地理
普拉茨維爾的座標為34°18′58″N 92°32′45″W / 34.31611°N 92.54583°W，而該地的平均海拔高度為91米（即299英尺）。

## 人口
根據2020年美國人口普查的數據，普拉茨維爾的面積為4.21平方千米，當中陸地面積為4.19平方千米，而水域面積為0.02平方千米。當地共有人口289人，而人口密度為每平方千米68人。